# Noizay
Noizay és un municipi francès, situat al departament de l'Indre i Loira i a la regió de Centre – Vall del Loira. L'any 2007 tenia 1.116 habitants.

## Demografia

### Població
El 2007 la població de fet de Noizay era de 1.116 persones. Hi havia 438 famílies, de les quals 106 eren unipersonals (51 homes vivint sols i 55 dones vivint soles), 154 parelles sense fills, 146 parelles amb fills i 32 famílies monoparentals amb fills.
La població ha evolucionat segons el següent gràfic:
Habitants censats

### Habitatges
El 2007 hi havia 545 habitatges, 457 eren l'habitatge principal de la família, 47 eren segones residències i 41 estaven desocupats. 532 eren cases i 8 eren apartaments. Dels 457 habitatges principals, 409 estaven ocupats pels seus propietaris, 40 estaven llogats i ocupats pels llogaters i 7 estaven cedits a títol gratuït; 5 tenien una cambra, 31 en tenien dues, 56 en tenien tres, 135 en tenien quatre i 230 en tenien cinc o més. 357 habitatges disposaven pel capbaix d'una plaça de pàrquing. A 161 habitatges hi havia un automòbil i a 263 n'hi havia dos o més.

### Piràmide de població
La piràmide de població per edats i sexe el 2009 era:
| Homes | Edats   | Dones |
| ----- | ------- | ----- |
| 0     | 95 o +  | 0     |
| 4     | 90 a 94 | 4     |
| 8     | 85 a 89 | 16    |
| 12    | 80 a 84 | 0     |
| 24    | 75 a 79 | 40    |
| 32    | 70 a 74 | 24    |
| 28    | 65 a 69 | 28    |
| 32    | 60 a 64 | 28    |
| 24    | 55 a 59 | 28    |
| 48    | 50 a 54 | 44    |
| 44    | 45 a 49 | 52    |
| 36    | 40 a 44 | 48    |
| 44    | 35 a 39 | 40    |
| 24    | 30 a 34 | 40    |
| 40    | 25 a 29 | 36    |
| 20    | 20 a 24 | 24    |
| 32    | 15 a 19 | 52    |
| 24    | 10 a 14 | 48    |
| 32    | 5 a 9   | 44    |
| 32    | 0 a 4   | 44    |

## Economia
El 2007 la població en edat de treballar era de 698 persones, 534 eren actives i 164 eren inactives. De les 534 persones actives 507 estaven ocupades (263 homes i 244 dones) i 28 estaven aturades (15 homes i 13 dones). De les 164 persones inactives 73 estaven jubilades, 48 estaven estudiant i 43 estaven classificades com a «altres inactius».

### Ingressos
El 2009 a Noizay hi havia 473 unitats fiscals que integraven 1.141 persones, la mediana anual d'ingressos fiscals per persona era de 19.295 €.

### Activitats econòmiques
Dels 48  establiments que hi havia el 2007, 1 era d'una empresa extractiva, 1 d'una empresa alimentària, 2 d'empreses de fabricació d'altres productes industrials, 13 d'empreses de construcció, 14 d'empreses de comerç i reparació d'automòbils, 2 d'empreses de transport, 2 d'empreses d'hostatgeria i restauració, 3 d'empreses immobiliàries, 5 d'empreses de serveis, 2 d'entitats de l'administració pública i 3 d'empreses classificades com a «altres activitats de serveis».
Dels 16 establiments de servei als particulars que hi havia el 2009, 1 era una oficina de correu, 2 paletes, 3 guixaires pintors, 2 fusteries, 3 lampisteries, 1 electricista, 1 perruqueria, 1 restaurant, 1 agència immobiliària i 1 saló de bellesa.
Dels 4 establiments comercials que hi havia el 2009, 1 era una botiga de més de 120 m², 2 fleques i 1 una joieria.
L'any 2000 a Noizay hi havia 33 explotacions agrícoles que ocupaven un total de 920 hectàrees.

## Equipaments sanitaris i escolars
El 2009 hi havia una escola elemental.

## Poblacions més properes
El següent diagrama mostra les poblacions més properes.